# Bosquet de l'Étoile
Le bosquet de l'Étoile est un bosquet des jardins de Versailles.

## Présentation
Aussi appelé bosquet de la Gerbe, ou bosquet de la Montagne d’Eau, le bosquet de l’Étoile fut aménagé à partir de 1671. 
Il est situé dans la partie basse des jardins, au nord. Il ne comportait à l’origine aucune sculpture, à l’exception de vases de cuivre exécutés par le fondeur Nicolas Le Maire en 1671 et installés en 1674.
La première sculpture mentionnée au bosquet de l’Étoile est le buste de Mars, dit aussi buste d'Alexandre.
L’inventaire de 1686 signale quatre sculptures au bosquet de l’Étoile :
- le terme de Jupiter, formé d’un buste antique provenant de Besançon, attribué à Phidias, et d’une gaine sculptée par Jean Drouilly
- la statue du « Sacrificateur du Capitole », copiée à Rome d’après l’antique du Capitole, et non d’après l’antique de la collection Borghèse, par Jean-Baptiste Goy. La copie de Goy a été faite à partir du bronze antique du Capitole, et non pas à partir des versions en marbre
- la statue de Diane chasseresse
- le buste d’Alexandre

Les statues du Sacrificateur du Capitole et de Diane chasseresse ne sont plus connues que par le recueil de Simon Thomassin. Elles quittèrent Versailles avant 1694, date de l’Estat général qui ne les mentionne pas, et sont attestées à Marly par l’Estat des figures daté de 1695.
Les emplacements des quatre sculptures signalées en 1686 au bosquet de l’Étoile sont indiqués par le « Plan de l’Étoile » qui fait partie du recueil de plans datable vers 1690 : ils étaient tous établis sur l’allée circulaire périphérique et formaient des fonds de perspective aux quatre accès situés aux angles du bosquet.